# GNU Compiler for Java
Der GNU Compiler for the Java Programming Language (GCJ) war ein Ahead-of-time-Compiler für die Programmiersprache Java und war bis zur Version 6 ein Teil der GNU Compiler Collection. GCJ ist sowohl ein Bytecode- als auch ein Binärcode-Compiler. Er kann Java-Quellcode zu Java-Bytecode, Java-Byte/Quellcode zu nativem Maschinencode und auch ganze Java Archive (JAR) für die verschiedensten Prozessorarchitekturen kompilieren.
GCJ benutzt dabei nicht die Klassenbibliotheken von Sun, sondern die freie Java-Implementierung von GNU Classpath. Da diese Klassenbibliothek noch nicht vollständig implementiert ist, kann es bei manchen Java-Programmen zu Problemen kommen.

## Einstellung
Die Entwicklung wurde 2009 eingestellt. Es verblieb ein Stand auf J2SE 5.0 bzgl. des Compilers, GNU Classpath für 5.0 nicht mehr vollendet.